# Intervallo AH
L'intervallo AH è un parametro di conduzione dell'impulso elettrico all'interno del cuore, ricavabile con uno studio elettrofisiologico endocavitario.  Esso esprime il tempo necessario ad un impulso elettrico per passare dalla zona del setto inter-atriale vicina al nodo atrio-ventricolare al fascio di His ed è quindi, più precisamente, un parametro della conduzione alla giunzione atrio-ventricolare.

## Misurazione
In condizioni basali l'intervallo AH viene misurato dall'elettrogramma atriale sul setto anteriore destro fino all'inizio del potenziale del fascio di His. I due segnali possono essere registrati con un singolo elettrocatetere inserito a cavallo della valvola tricuspide in sede antero-settale.
L'intervallo AH è quindi la somma dei tempi di passaggio dell'impulso elettrico dall'atrio nelle immediate vicinanze del nodo atrio-ventricolare al nodo atrio-ventricolare e da questo al fascio di His.

## Fisio-Patologia
I valori normali sono compresi fra 50 e 150 msec circa. Incrementi dell'intervallo AH riflettono in prima battuta disturbi di conduzione delle vie di conduzione dall'atrio al nodo atrio-ventricolare, e della via nodale rapida in particolare, o del nodo atrio-ventricolare.
Un valore superiore a 200 msec in condizioni basali indica l'assenza della via nodale rapida e che l'impulso è veicolato dalla sola via nodale lenta (vedi tachicardia da rientro atrio-ventricolare di tipo nodale). Modificazioni del tono autonomico possono modificare i valori dell'intervallo AH, con accorciamento in caso di aumento del tono simpatico ed allungamento in caso di aumento del tono parasimpatico.
Valori di intervall AH al di sotto dei 50 msec indicano varie condizioni fra le quali rientra la sindrome di Lown-Ganong-Levine (vedi anche intervallo PR).